# أرمسترونج سيدلي جينيت الرئيسي

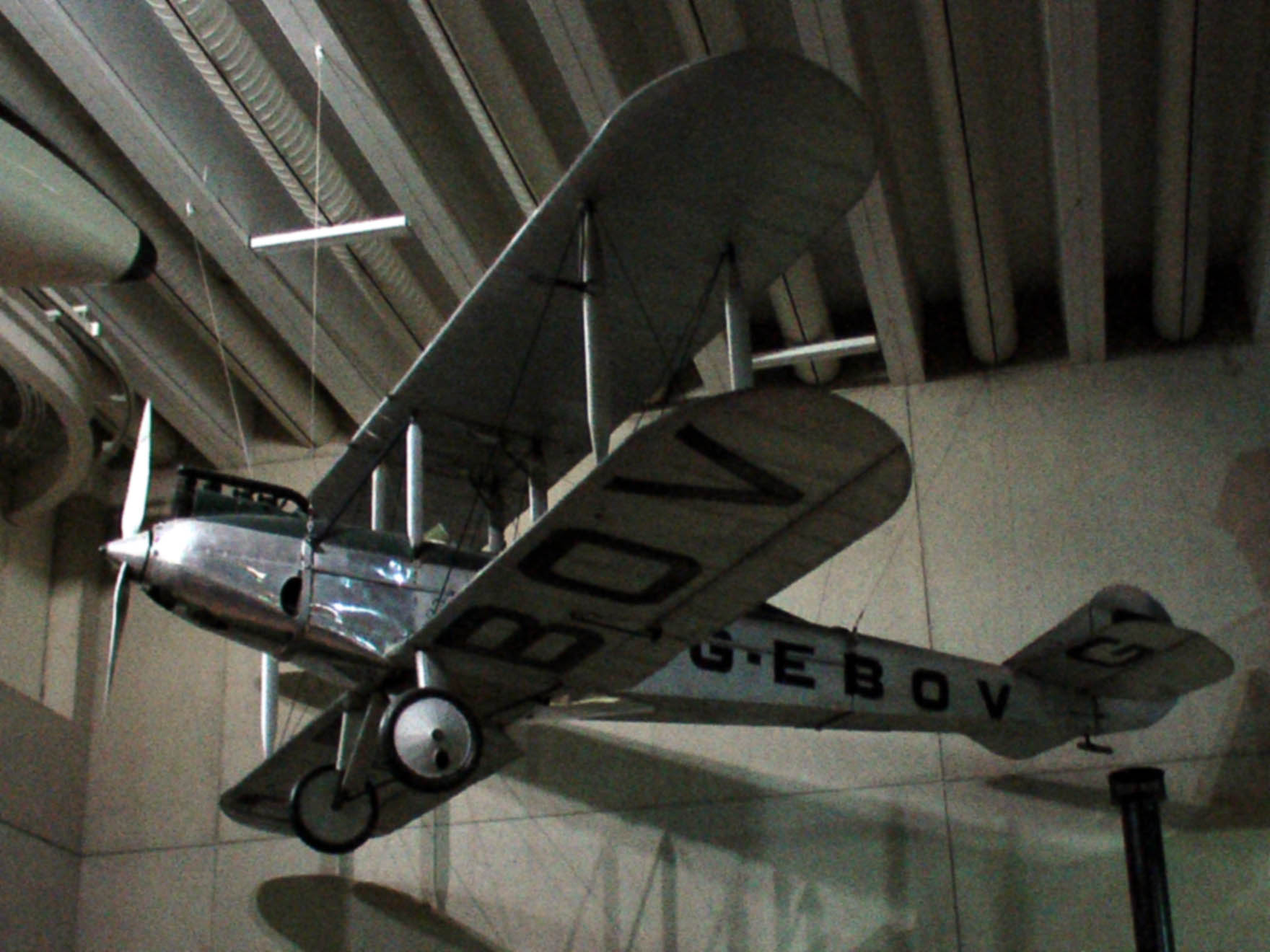
أفرو أفيان

أرمسترونج سيدلي جينيت الرئيسي هو محرك طائرة شعاعي بريطاني، مكون من 5أسطوانات (تكونت الطرازات التالية من 7 أسطوانات) ويُبرد بالهواء. صُمم وصُنع المحرك بواسطةأرمسترونج سيدلي وشُغل لأول مرة في عام 1928. بلغتقدرة المحرك الناتجة 140حصاناً (104 كيلو وات). استخدم سلاح الجو الملكي طراز المحرك المكون من 7 أسطوانات والذي عُرف باسم سيفيت 1. استُخدمت أسماء السنوريات لتسمية طرازات المحرك تماشياً مع عُرف الشركة، حيث أن جينيت وسيفيت هما قطط كبيرة تشبه الحيوانات الآكلة للحوم.

## الأنواع والتطبيقات

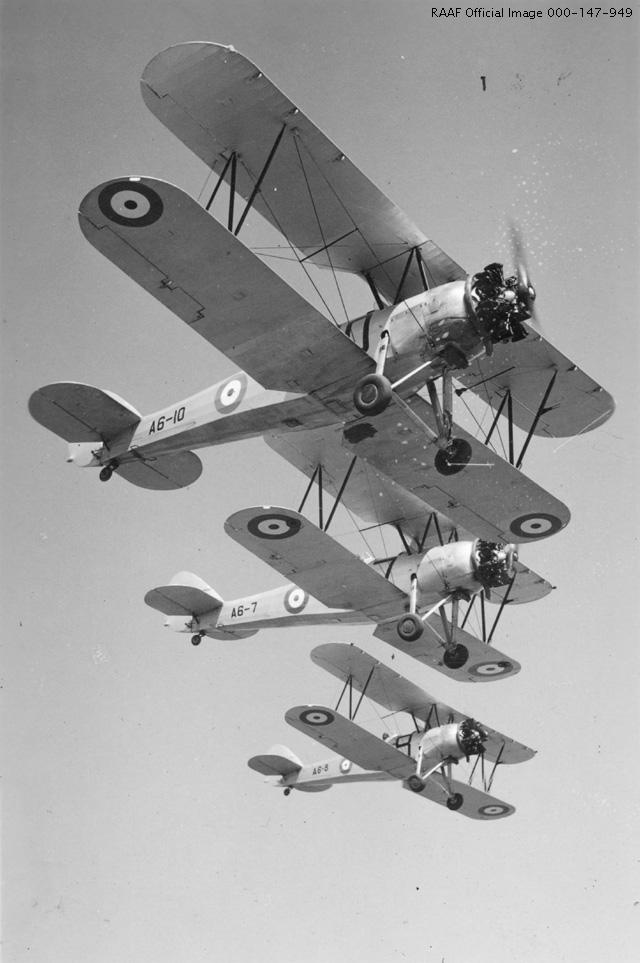
أفرو كاديت

### جينيت الرئيسي 1
كان محرك جينيت الرئيسي 1محرك ذو خمس أسطوانات، بلغت قدرته 105حصاناً (78 كيلو وات)، وكان متقارب جداً مع محرك أرمسترونج سيدلي جينيت 1 لكن بقطر أسطوانة وطولشوط أكبر. استُخدم المحرك في الطائرات التالية:
- أفرو أفيان
- أفرو 619
- أفرو 624
- أفرو 638 كلوب كاديت
- سيرفا سي.19 أوتوجيرو
- سيفيليان كوبيه  [لغات أخرى]‏
- سارو كتي سارك  [لغات أخرى]‏
- ساوثيرن مارتليت  [لغات أخرى]‏
- ويستلاند 4  [لغات أخرى]‏

### جينيت الرئيسي 1 ايه (سيفيت 1)

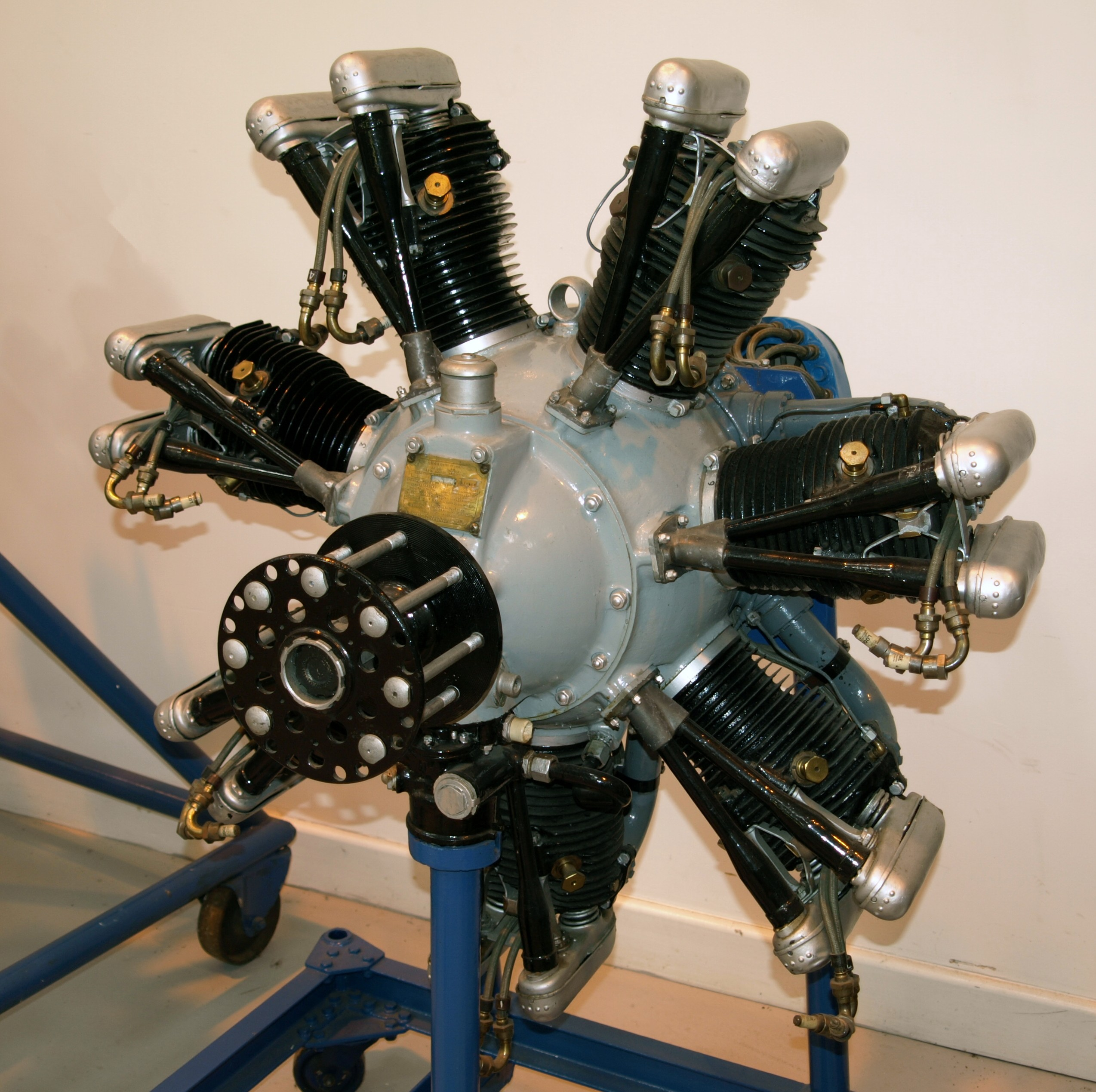
أرمسترونج سيدلي سفيت.

كان محرك جينيت الرئيسي 1 ايه (أو سيفيت 1 كما أُطلق عليه في سلاح الجو الملكي) محرك ذو 7 أسطواناتمطور من جينيت الرئيسي 1، وكانت قدرته الاسمية تساوي 145 حصاناً (108 كيلو وات). استُخدم المحرك في الطائرات التالية:

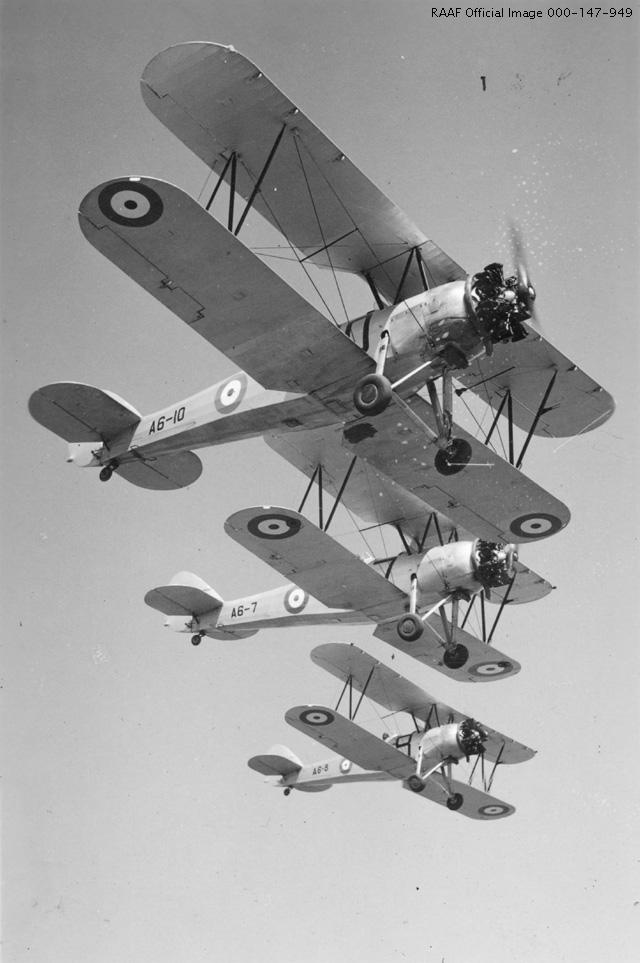
سيرفا سي 30

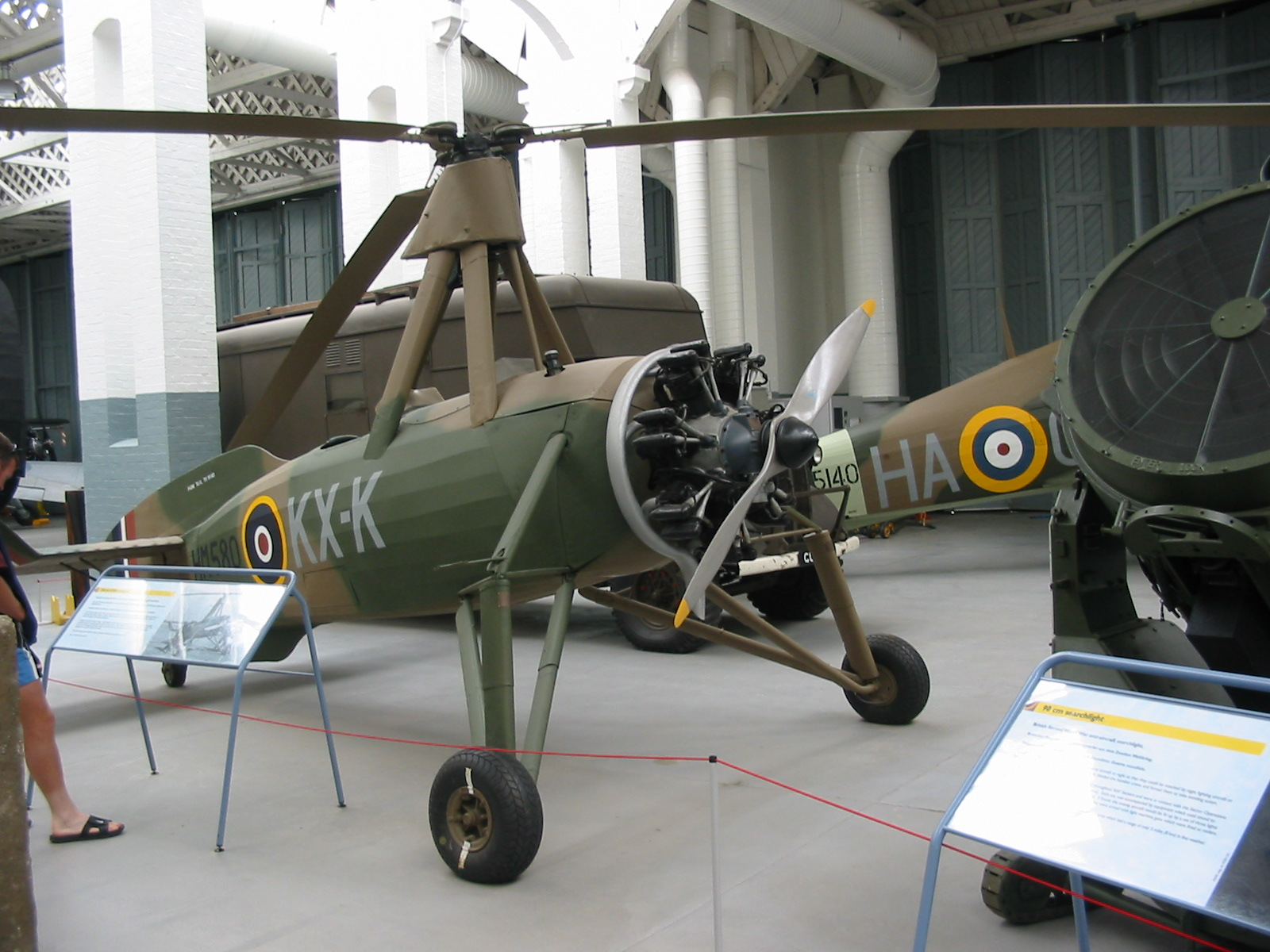
ويستلاند ويساكس/ويستلاند 4

- أفرو أفيان
- أفرو كاديت
- أفرو روتا
- سيرفا سي.30 ايه أوتوجيرو.
- أر دبليو دي-6
- سارو كتي سارك
- اس إي ايه-1
- ويستلاند ويساكس  [لغات أخرى]‏

### جينيت الرئيسي 3
يشبه محرك جينيت الرئيسي 1 ايه لكن بأسطوانات ذات أغطية صمامات مربعة مصبوبة.

### جينيت الرئيسي 4
يعتبر طراز من محرك جينيت الرئيسي 1 ايه، يستخدممروحة دافعة مقاده بتروس تخفيض. بلغت قدرته 160 حصاناً (120 كيلو وات).
- أنبو V  [لغات أخرى]‏

## المحركات المتبقية
يُشغل محرك أرمسترونج سيدليطائرة ساوثرن مارليت ‏ التي يملكها ويشغلها متحفشاتلورث كولكشن ‏، وتُحلق بشكل منتظم خلال أشهر الصيف.

## المحركات المعروضة في المتاحف
- يُعرض محرك أرمسترونج سيدلي جينيت الرئيسي 1 ايه في متحف كوسفورد لسلاح الجو الملكي.[3]
- يُمكن رؤية محرك أرمسترونج سيدلي جينيت الرئيسي 4 في متحف الطيران البولندي  [لغات أخرى]‏ في كراكوف.[4]
- يوجد أيضاً محرك فيمتحف تراث الطيران (أستراليا الغربية)  [لغات أخرى]‏.[5]

## المواصفات (جينيت الرئيسي 1 ايه/سيفيت 1)

### مواصفات عامة
- النوع:محرك طائرة شعاعي أحادي الصف مكون من 7 أسطوانات.
- قطر الأسطوانة: 107.95 مم.
- الشوط: 144.3 مم.
- سعة المحرك: 452.01 بوصة مكعبة (7.3 لتر).
- الطول: 38.8 بوصة (985.5مم).
- القطر: 38.15 بوصة (970مم).
- الوزن: 327 باوند (148 كجم).

### المكونات
- الصمامات: صمامات قفازية علوية.
- نوع الوقود:بنزين رقم الأوكتان 77.
- نظام التبريد: تبريد بالهواء.
- ترس تخفيض: دوران مباشر لليسار.

### الأداء
- القدرة الناتجة: 165 حصان (123 كيلو وات) عند 2425 دورة/دقيقة عند مستوى سطح البحر.
- نسبة الانضغاط: 1:5).
- نسبة القدرة إلى الوزن: 0.5 حصان/باوند.

## مزيد من القراءة
- Gunston, Bill (1986). World Encyclopedia of Aero Engines. Wellingborough: Patrick Stephens. p. 18
- Lumsden, Alec. British Piston Engines and their Aircraft. Marlborough, Wiltshire: Airlife Publishing, 2003. ISBN 1-85310-294-6.